# 天后寶誕

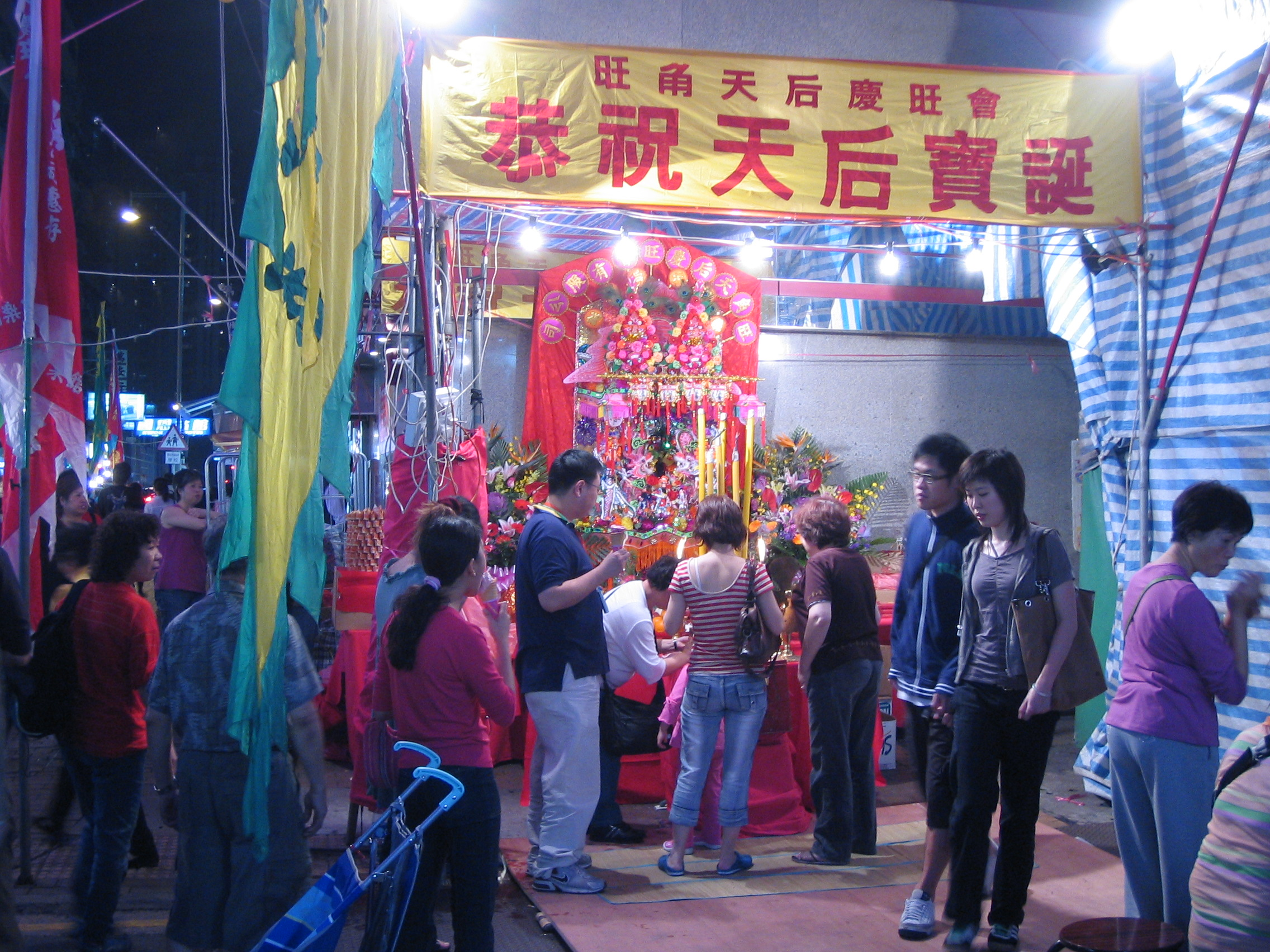
市民在香港旺角慶祝天后寶誕

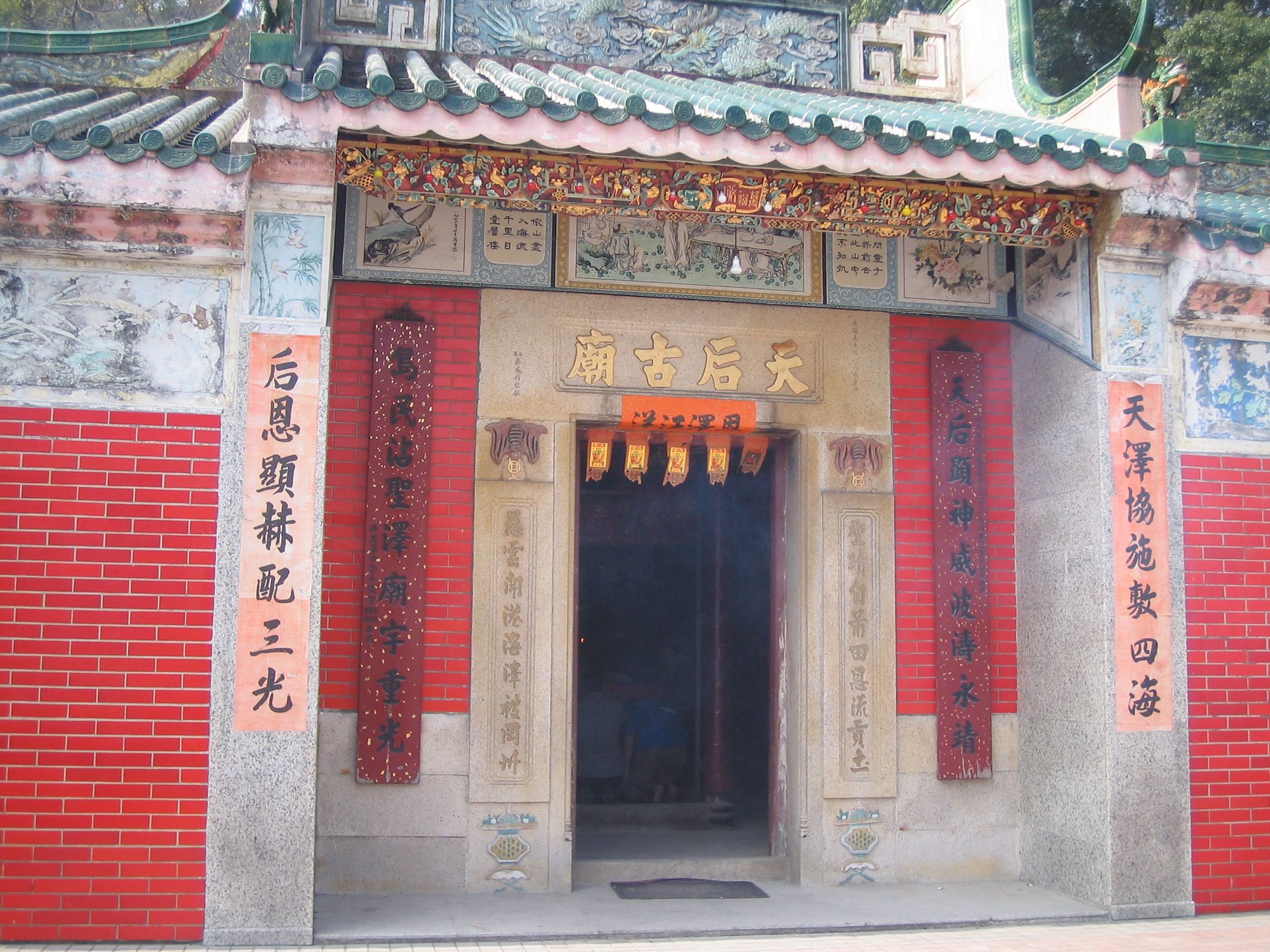
香港西貢天后古廟

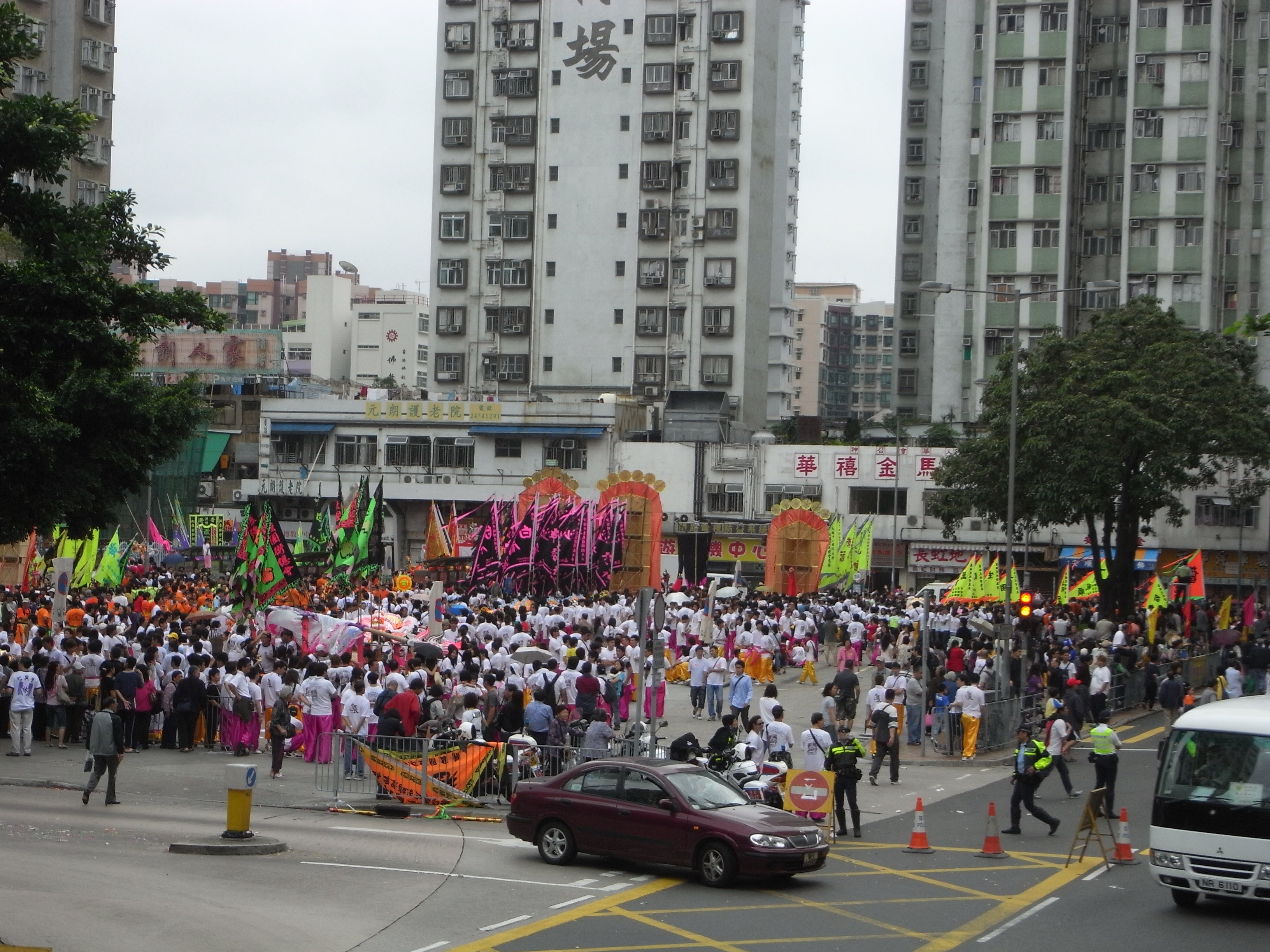
香港元朗雞地，元朗天后誕巡遊起點

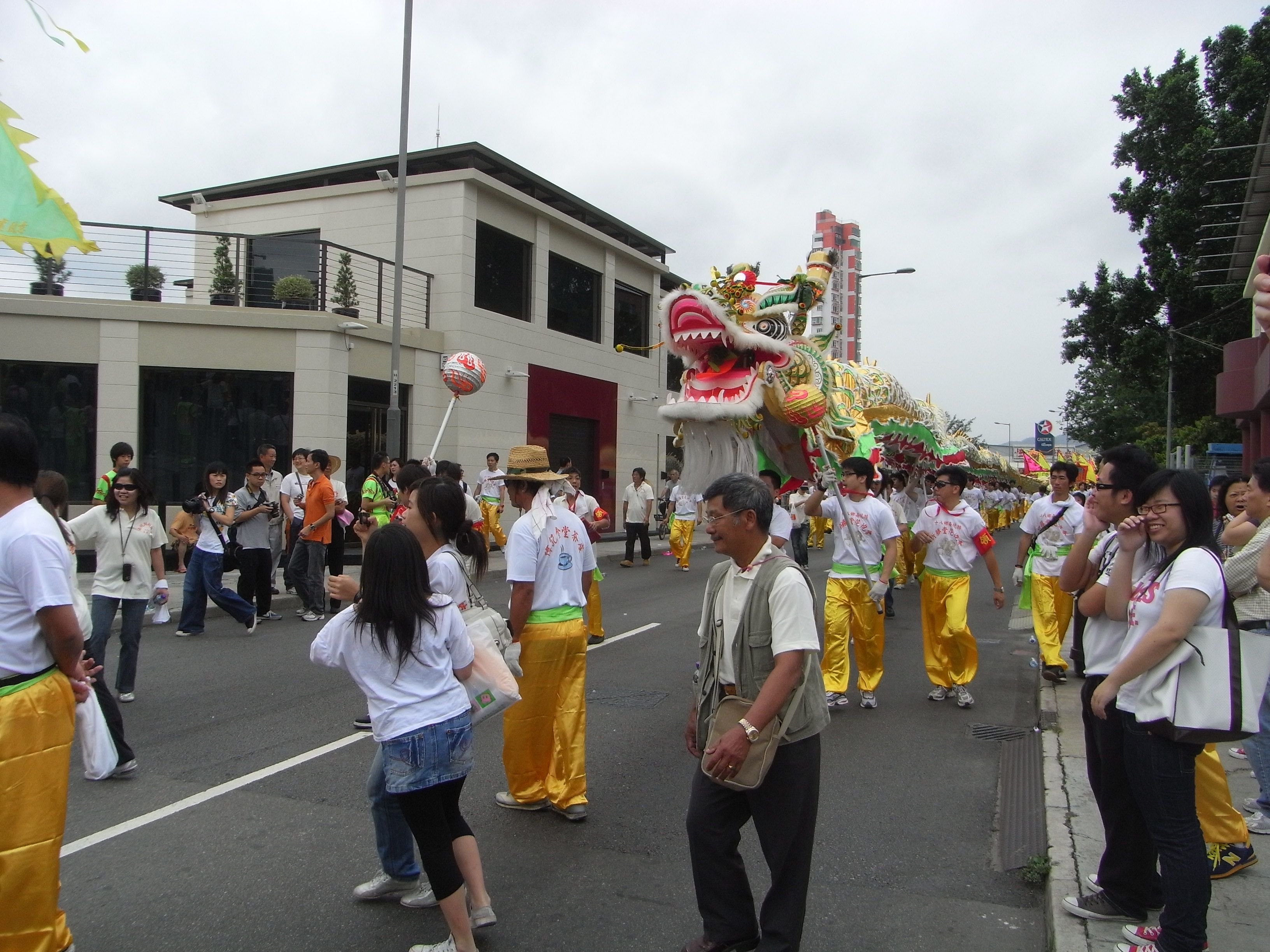
舞龍，香港元朗天后誕巡遊

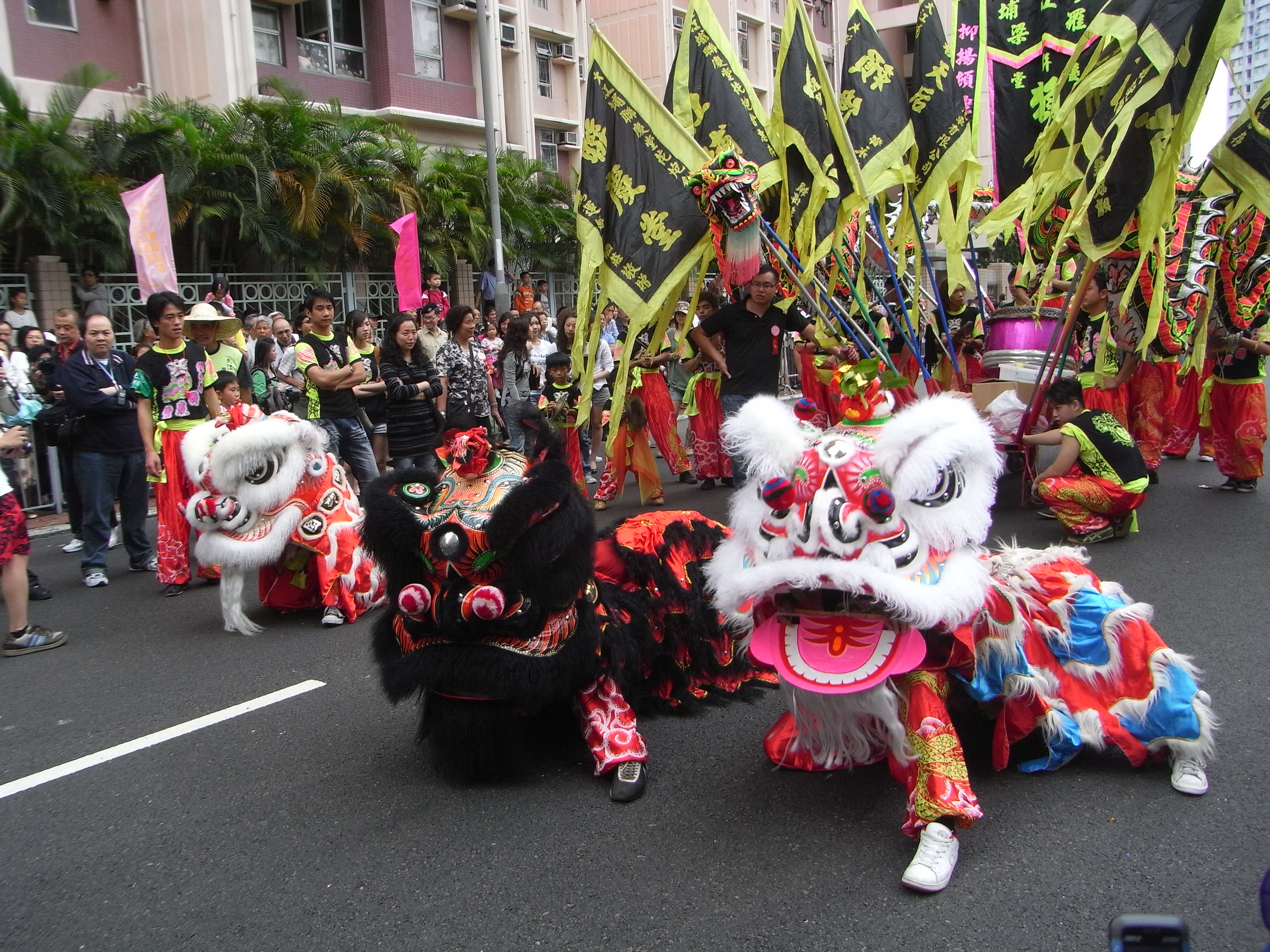
舞獅，香港元朗天后誕巡遊

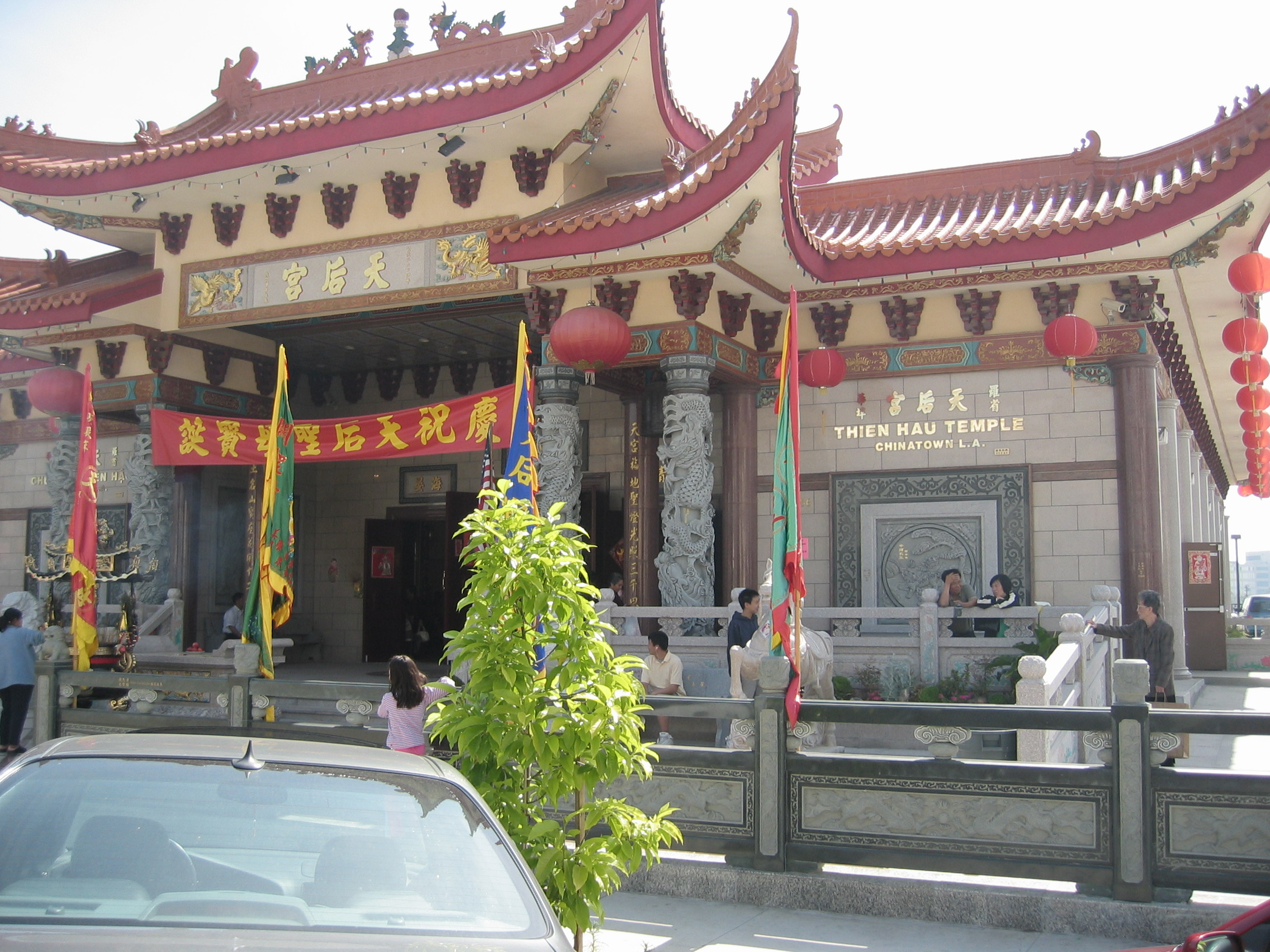
美國加州天后宮

天后寶誕，即媽祖誕辰，也稱為天后誕、媽祖生、天妃誕、天妃祭，是慶祝天后（媽祖）誕辰的東亞傳統文化節日，在每年農曆三月廿三。相傳天后（媽祖）能保佑人們海上平安。天后廣州、香港、澳門、汕尾、汕頭（南澳）、三水、閩東、閩南、臺灣等沿海地區常見供奉的海神，更是莆田的鄉土神，因此每年的天后寶誕都有許多信眾於各個天后（媽祖）廟宇慶祝。

## 南粵
民間信奉天后為護海女神，漁民與疍家人信奉最深，沿海沿江多建有天后宮。每年三月二十三日為天后誕，各地均有祭祀活動。如三水縣西南鎮及汕頭等地的天后廟，舊時每隔三、五年都會打醮、擺會。共和國後逐漸被廢，但仍甚多前往參拜者。汕頭市信眾是日多炒麵條，並買鹵鵝肉吃。南澳島漁民崇奉媽祖，是日家家戶戶做媽生，不出海作業，廟前演大戲。

### 廣州
舊俗廣州疍家人視為大節，鄉村有天后廟的均打醮慶賀。舊日河南（海珠區）沙園一帶最為熱鬧，迎神出遊時非常多人。此鄉雖無天后廟，卻有天后像。每年誕前必求神問杯，占卜到某街就把神像送其所在的公所或祠堂供奉。是日一迎一送，各街均出儀仗、樂手，或舞獅舞龍，於各村遊行。各村當其時會在村口、祠堂備好祭品迎神駕。各家亦會擺上香花祭品，待天后像經過便放爆竹。一連三天做神功戲，訪客亦住下三天，慶賀一番。

### 香港
媽祖信俗已於2009年列入聯合國教科文組織的「人類非物質文化遺產名錄」，而香港天后誕更於2021年被列入國家級非物質文化遺產代表性項目。香港天后誕是中國境內媽祖信俗的重要組成部分，不具有悠久歷史，而且植根社區，從未間斷。在天后誕慶祝活動中，除了信眾會帶備祭品到天后廟參拜還神外，還有接神、神功戲、花炮及巡遊等儀式活動。
天后誕一般慶祝程序由天后誕的前夕開始，在傍晚開始還神、還花炮；子時過後各村村代表會在天后廟上頭注香、拜神，然後有一些儀式如喊禮及讀祝文等。在天后誕正日，各花炮會龍獅隊與表演團體於天后廟前集合。當慶祝表演完畢後，龍獅隊會繼續前往天后廟參神。最後，舉行隆重的抽炮儀式。
天后誕時，村民除了舞龍舞獅、朝拜天后、出會、巡遊外，還舉行盛大的盆菜宴。盆菜是香港獨特的傳統菜式。傳統盆菜以木盆盛載，材料則一層疊一層的排放。不過，為了能吃到熱騰騰的盆菜，現今盛載的器皿都以銅盆及鋅盆代替笨重的木盆。亦有天后誕主辦者，於晚上在粵式酒樓設宴，款待善信，席間有人表演及拍賣「勝意品」。

#### 接神儀式
天后誕的慶祝活動主要在天后廟前的空地舉行，但如活動需移師其他地方，神誕值理會便會把天后的行身（小神像），從天后廟移送至賀誕活動地點，這個儀式稱為「接神」。此外，值理會成員也會把區內其他神廟中神明的行身請出，一同至神棚慶誕。
接神儀式舉行時，一般會由瑞麟或醒獅開路，值理會成員會抬著奉祀天后行身的神輿繞經社區，祝福當地居民。

#### 神功戲
神功戲是「為神造就功德」的戲劇表演，一般在神誕、建醮、開光、傳統節日等場合上演。現時香港仍有多個地方社區舉辦天后誕神功戲，包括長洲西灣、西貢糧船灣、茶果嶺、蒲台島、青衣、坪洲、石澳等。神功戲以粵劇為主，一般演出三至四天，戲班除演出首本劇目外，還會演出例戲如《封相》、《賀壽》、《加官》、《送子》等，娛神娛人，達至神人共樂。

#### 花炮活動
香港很多廟宇的神誕廟會，都有地方信眾自發組織花炮會，年復一年參加神誕祭祀儀式。傳統的花炮約有八、九呎高，以竹枝及紙張紮成，中央放著所奉祀神祇的木像或繪圖，是神祇的化身；花炮上亦掛滿代表吉祥好運的飾物和物品。
大部分地方的天后誕都有花炮活動，交換花炮是核心慶祝活動，也是信眾參與活動的主要方式。花炮活動一般在正誕日舉行，由會社團體組成的花炮會準備一座新花炮送回天后廟還神，俗稱「還炮」。值理會隨著把還神送來的花炮，以搶奪或抽籤方式重新分配予各花炮會，獲得花炮的會社可把花炮帶回社區奉祀，以得到天后的祝福和庇佑。各花炮會會於翌年的神誕送還花炮，然後再「抽炮」，這個過程循環不息。
時至今日，為避免激烈的肢體碰撞，花炮活動大多改以抽籤的形式進行，只有少數地區如蒲台島仍然保留搶花炮的習俗。
在天后誕慶典眾多的傳統活動中，「抽花炮」可算是最有特色。香港掌故家蕭國健博士表示，一般花炮共設30座，當中「第三炮」除了象徵「丁財兩旺」，還據說是最靈驗的一個，故有「炮王」稱號。另外，據說以往曾有兩名村代表同時搶到「第一炮」，後來為了平息風波，特設「第一壹炮」作為抽用，而「第一炮」則為鎮壇副炮。

#### 巡遊活動
有些地區的天后誕會舉辦陸上或海上巡遊。
元朗十八鄉、大埔墟、茶果嶺等地區的天后誕，花炮會送還花炮的活動已發展成巡遊活動。花炮會會在一個地點集合，列隊順序送還花炮到天后廟，以舞龍、舞獅、舞麒麟、舞貔貅等引領開路，伴以飄色、地色、花車、中西樂隊、歌舞等表演，穿梭社區大街，成為矚目的賀誕活動。沿途，會有警員、民安隊人員開路及維持秩序，而所經道路會暫時封閉，公共交通工具需要改道行走。
在西貢糧船灣舉行的天后神誕建醮祭祀，則會在海面進行「祭幽」儀式。村民會將天后神像的行身自廟中請出，並用神輿移到主船上，然後由另外兩艘船隻象徵性地以繩索拖行，在糧船灣前的海面巡遊並進行祈福儀式，以祈求天后庇佑航海順利，漁獲豐收，水陸平安。

##### 香港各地祝賀活動
天后誕一般是定期舉行，一年一次，大部份在農曆三月二十至二十四日舉行，視乎每個地方而定。
香港至今最少有40座天后廟，當中最古老的就是建於1266年的天后廟有西貢佛堂門的佛堂門大廟。每年的天后誕會有多至5萬名信眾參拜，有的賀誕者會於帆船和駁船上掛滿色彩繽紛的旗幟。元朗的大樹下天后廟也是很著名的，每年元朗的漁民團體、體育會、宗親會等會派出飄色、樂手和其他表演者參加會景巡遊至天后廟。
元朗
元朗十八鄉天后寶誕會景巡遊於每年農曆三月二十三日天后誕正日舉行。（2019冠狀病毒病疫情時曾暫停舉辦或縮小規模。)
青衣
青衣天后寶誕於每年農曆四月初一至四月初五舉行。
油麻地
2018年，東華三院復辦九龍區最大型的天后誕活動──油麻地天后誕，以承傳本土傳統文化，並為市民祈福消災，祝願香港繁榮安定。更會舉行難得一見的「花炮衝神儀式」，向天后娘娘報喜及鞠躬行禮。
大埔
西貢
屯門

#### 海上巡遊
於2012年4月13日，香港旅遊發展局統籌了40艘漁船及帆船鴨靈號於維多利亞港上演大型海上巡遊，令到昔日的香港漁港風貌重現眼前，巡遊吸引了近300遊客和市民聚集於尖沙咀海旁圍觀。船隊從九龍灣出發，列隊慢駛至維多利亞港近會議展覽中心新翼對開海面，船上插滿寫有「天后寶誕」、「風調雨順」及「網網千斤」等旗幟。
香港漁民互助社主席林根蘇表示，該年是應官方邀請，首次安排船隊先在維多利亞港上演海上巡遊，以協助推廣香港旅遊業。

## 臺灣
每年夏曆三月二十三日是媽祖的誕辰。在這一天，各地的媽祖廟都會張燈結彩、演戲，非常熱鬧。
大甲鎮瀾宮每年在媽祖生日前則舉辦「大甲媽祖遶境」的活動，讓信眾步行跟隨著媽祖神轎祭禮行列，從大甲一直往南走到新港。該活動參加者動輒百萬多人，隊伍迤邐數十公里，可說是一大宗教盛事。原先是往北港朝天宮進香，在1988年兩廟發生摩擦後，北港進香中斷，近年來改往新港奉天宮進香繞境出巡，路程更遠，人數卻更多。大甲鎮瀾宮每五年舉辦一次「大甲媽祖回娘家」活動，前往湄洲祖廟謁祖進香，湄洲祖廟亦以盛大隊伍接駕，歡迎大甲媽祖回娘家謁見聖父母及湄洲天上聖母。
北港朝天宮的「迎媽祖」，其熱鬧場面也與大甲媽祖出巡不相上下。每年開春之後，各地到北港拜媽祖的信眾便絡繹不絕。到了誕辰當天，湧進北港的信眾，更有如浪濤洶湧般，鎮日鑼鼓喧天，熱鬧的程度甚至到全鎮瘋狂的地步。
松山慈祐宮於2007年起結合臺北市松山區公所及臺北市松山社區大學展開以「錫口文化節」為主題，發展出「媽祖文化與信仰」研究論壇和節慶活動融入社區特色其中。（松山社區大學　蕭堯教師提出）

### 迎媽祖
所謂的「迎媽祖」（也作「迓媽祖」），是到外地去迎一尊本地居民普遍信仰或有淵源的媽祖來參與巡境的活動。不管自己村裡或是共同舉行迎媽祖的區域是否已有一尊「在莊媽」或「在地媽」，都可能會往外地去迎媽祖。通常是往地域層級高一點的地方去迎媽祖。例如，臺中市霧峰區、烏日區與大里區地區有一個「東保十八庄」（旱溪媽祖遶境十八庄）迎媽祖的活動，已經有一百多年的歷史，共有十八個村莊參與，這十八個村莊並沒有共有的廟，但卻有一尊共有的媽祖稱為「十八庄媽」。每年農曆3月1日開始把附近的旱溪媽祖（樂成宮）、南屯媽祖（萬和宮）、台中媽祖（萬春宮）、彰化媽祖通通請來，參與繞境，隊伍當中，「十八庄媽」在前領路，各庄依一定的順序，逐日在庄內迎神繞境並請客。
近來學界人士從「祭祀圈」的概念來探討這些迎媽祖的活動，藉由「神界」的疆域觀念，重新解讀「人界」中不同地域之間的從屬關係。

### 刈香
刈香亦名「進香」，是到遠處的、有名的、歷史悠久的、香火旺盛的寺廟去朝香，表示對該神明的敬意。與迎媽祖的差別是進香並不會把對方的媽祖之神像請回來，只是去分沾她的香火，因此自己的神明是要出去的。到了進香對象的媽祖廟，神像也要進去，放在神殿上，有時是用「掬火」的方式，有時是用交香的方式，沾取對方的香火。另一個與迎媽祖的差別是進香的地點不一定與地域層級有關，因此進香的地點遠一點也是常見的事。

## 其他節日

### 媽祖昇天日
九月九日重陽節，是媽祖羽化升天的日子，各地媽祖廟亦有慶祝活動，通常此日列為「秋祭」典禮（三月廿三媽祖誕則為「春祭」），此日又稱「媽祖成道日」、「媽祖昇天成道日」。
馬祖人及地方政府為感念媽祖捨己為人、普渡世間的精神，盛重舉辦媽祖飛昇慶典，命名為「媽祖在馬祖昇天祭」，簡稱「媽祖昇天祭」，表達出對媽祖的感念之情，也成為推展觀光的文化景點，常吸引兩岸三地信眾共襄盛舉。

## 外部參考
- 香港非物質文化遺產資料庫 - 天后誕 （页面存档备份，存于）
- 元朗天后寶誕會景巡遊 （页面存档备份，存于）
- 天后誕 （页面存档备份，存于）
- 天后寶誕,香港記憶 （页面存档备份，存于）
- 天后寶誕,何志平 （页面存档备份，存于）